# ستيف بيمبرتون
ستيف بيمبرتون (مواليد 1 سبتمبر 1967) هو ممثل، كوميديان، مخرج وكاتب بريطاني.

## روابط خارجية
- ستيف بيمبرتون على موقع IMDb (الإنجليزية)
- ستيف بيمبرتون على موقع ميوزك برينز (الإنجليزية)
- ستيف بيمبرتون على موقع ديسكوغز (الإنجليزية)
- ستيف بيمبرتون على موقع قاعدة بيانات الفيلم (الإنجليزية)